# 匹兹堡国际机场
匹兹堡国际机场（英語：Pittsburgh International Airport）是位于宾夕法尼亚州匹兹堡市以西阿利根尼县内芬德利镇和月亮镇之间的一座军民两用机场。距匹兹堡市区约30公里。曾被称为“大匹兹堡机场”、“大匹兹堡国际机场”。

## 客运设施
机场的客运设施主要为主航站楼和卫星航站楼。两座航站楼通过机场地下轨道列车相连。乘客可以在主航站楼通过安检（国际航班需经海关和边检）后，乘坐机场地下轨道列车前往卫星航站楼。

### 主航站楼

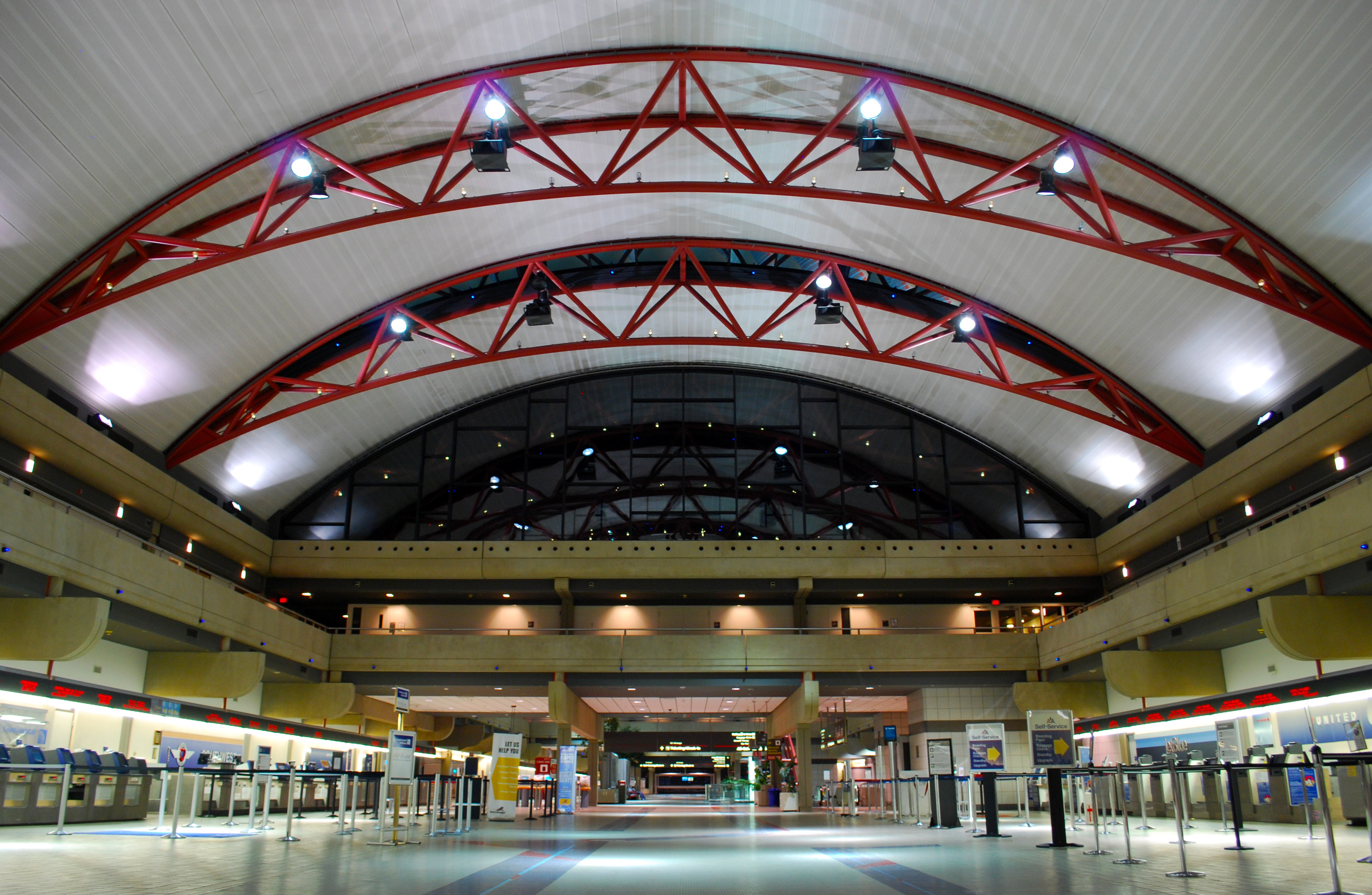
主航站楼办票区

主航站楼和机场外的道路相连。所有办票、安检、海关、行李提取，以及对外交通（如出租车站、公交站等）都位于主航站楼。机场的凯悦酒店与主航站楼相连，共有331间客房，于2000年1月29日开业。主航站楼设有餐饮、购物、货币兑换设施。机场的警察总部和救助中心设在主航站楼行李提取层。
乘客在完成安检后乘坐机场地下轨道列车前往卫星航站楼。所有的登机口均位于卫星航站楼。匹兹堡国际机场的地下轨道列车由庞巴迪负责建造，为全自动无人驾驶轨道运输系统，除紧急情况外全部由电脑控制。

#### E大堂
E大堂共有22个登机口: E1–E22。E大堂位于主航站楼。E大堂曾为全美航空快捷所用。在全美航空削减在匹兹堡国际机场的航班后，E大堂停止使用。至2011年11月1日，E大堂被完全拆除，改成机场商店员工的停车场。而部分区域改装成机场的安检设施，以减少安检排队等候时间。

#### 停车场
在匹兹堡国际机场停车共有三种选择：临时、长时、超长时。临时停车场共有2100个车位，和主航站楼通过人行步道相连。长时停车场有3100个车位。超长时停车场拥有8000个车位，通过区间巴士和主航站楼相连。

### 卫星航站楼

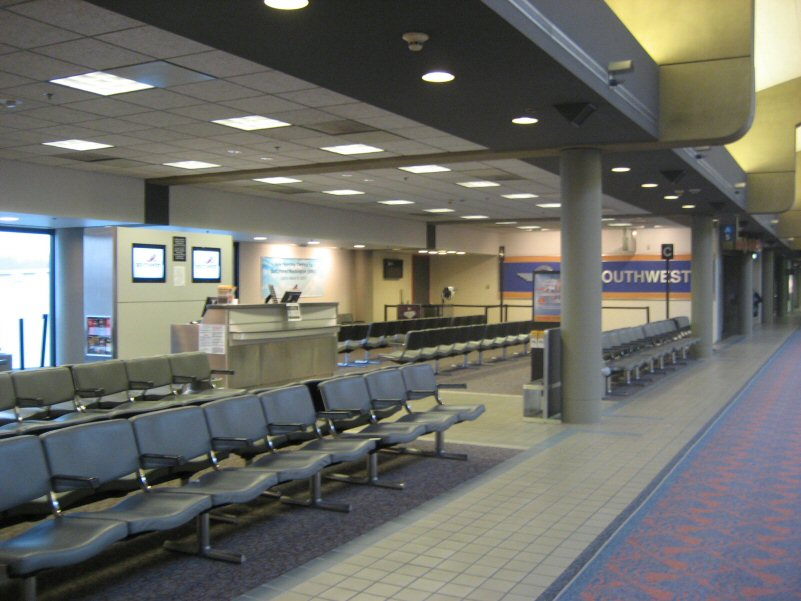
卫星航站楼A5号登机口

卫星航站楼拥有A，B，C，D四个大堂，共87个登机口。不过只有其中的74个在运营。航站楼中央有100多家商店。在卫星航站楼的夹层有全美航空的贵宾室和一间小礼拜堂。航站楼内还有卡内基科学中心以及关于匹兹堡航空历史的展览。
匹兹堡国际机场曾有修建第二卫星航站楼的计划。机场地下轨道列车也因此在修建时预留了延长的条件。然而随着机场客流量的下降以及A、B两个大堂部分区域的关闭，修建计划始终没有实现。

#### A大堂
A大堂共有25个登机口: A1–A25。在匹兹堡国际机场作为全美航空的枢纽期间，所有的25个登机口都在运营。而现时A大堂由加拿大航空、穿越航空、西南航空、联合航空运营，部分区域曾暂停使用。至2013年8月，暂停使用的区域已全部重新开启。

#### B大堂

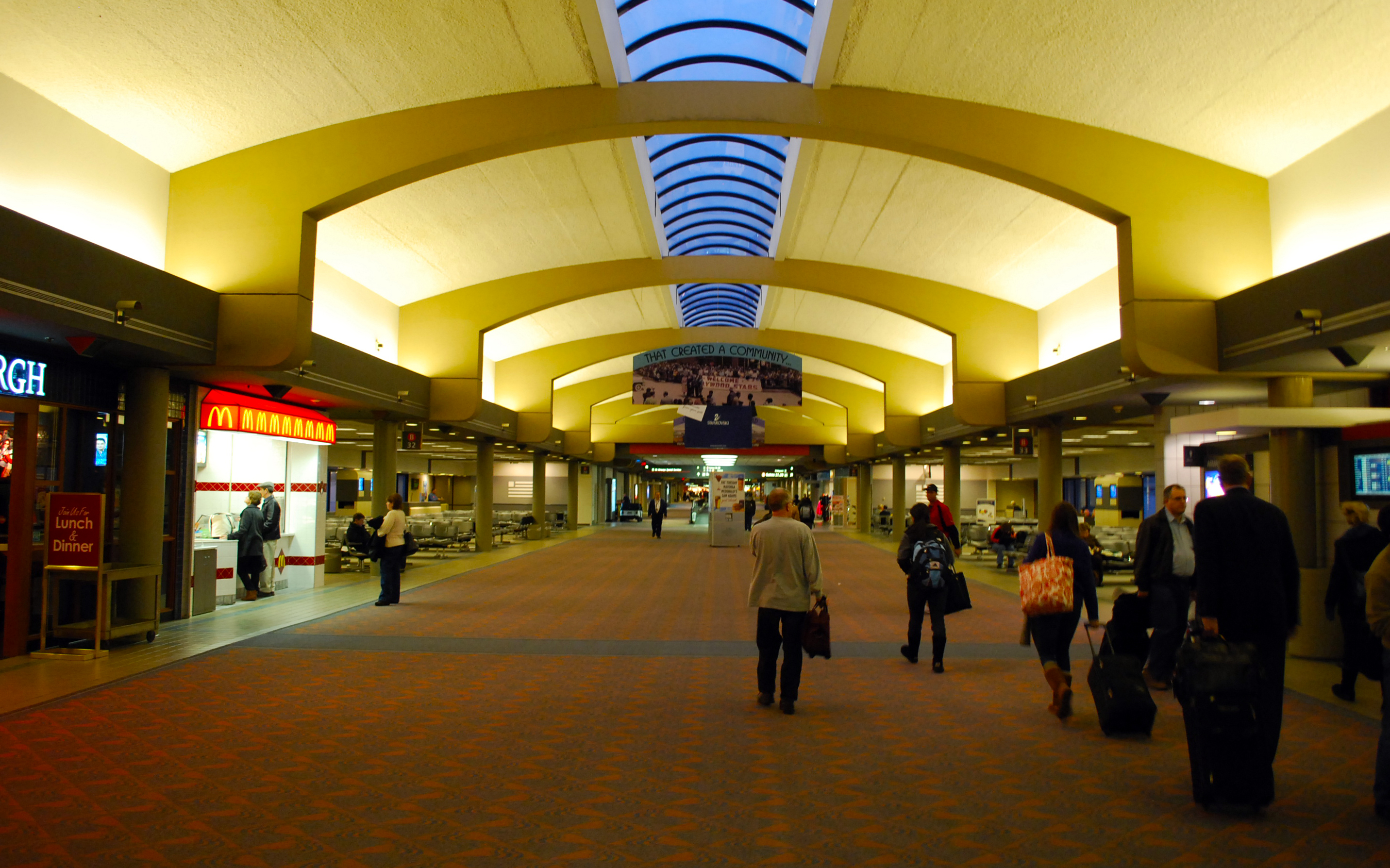
B大堂内部

B大堂共有25个登机口: B26–B50。和A大堂一样，在匹兹堡国际机场作为全美航空的枢纽期间，所有的25个登机口都在运营。而现时全美航空仍为唯一使用B大堂的航空公司，但只在B26-B37这12个登机口运作，大堂其他较远的区域被关闭。

#### C大堂(国际)
C大堂共有11个登机口：C51–C61。C大堂目前负责百姓快捷航空、边疆航空的航班，以及达美航空的国际航班。匹兹堡国际机场的全部国际航班都在C大堂起降，除经过美国境外入境审查的航班以外。C大堂同时也运营部分国内航班。C55, C57以及C59–C61号登机口位于大堂较远的部分，为国际航班登机口。其中C61号登机口拥有双廊桥，最初为英国航空的波音747和全美航空的空中客车A330客机而设计。C大堂还拥有儿童娱乐设施。

#### D大堂

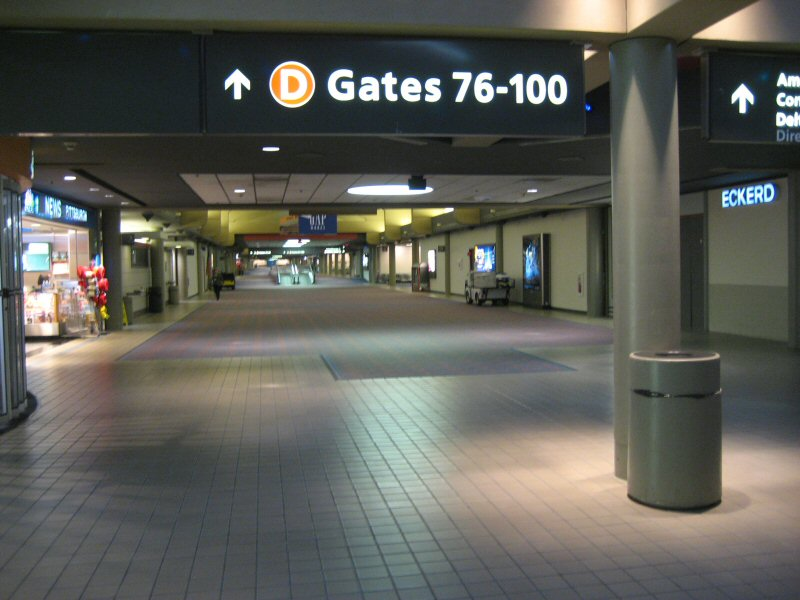
D大堂入口

D大堂共有14个登机口: D76–D89.D大堂现时有美国航空、达美航空、捷蓝航空在运营。

#### 贵宾室
全美航空 的贵宾室位于卫星航站楼的夹层。全美航空曾有三个贵宾室，另外两个位于A大堂和B大堂的上层，在911恐怖袭击之后，全美航空削减航线，这两个贵宾室被关闭。在上个世纪80-90年代，英国航空将匹兹堡国际机场作为中转机场期间，曾在C大堂设立贵宾室。现已关闭。

## 航空公司及航点
| 航空公司                | 目的地 | 大堂/登机口 |
| ----------------------- | --- | ----------- |
| 加拿大航空              | 多伦多-皮尔逊 | A           |
| 穿越航空 由西南航空运营 | 亚特兰大, 奥兰多 季节性: 坦帕 (所有穿越航空的航班于2014年12月28日停航)                                                                                      | A           |
| 美国航空                | 达拉斯/沃斯堡, 洛杉矶 (2014年11月5日停航) | D           |
| 美鹰航空                | 芝加哥-奥黑尔, 迈阿密, 纽约-肯尼迪 | D           |
| 苹果假日 由动态航空运营 | 季节性: 坎昆, 彭塔卡纳 | C, D        |
| 达美航空                | 亚特兰大, 底特律, 明尼阿波利斯 季节性: 纽约-肯尼迪, 巴黎-戴高乐                                                                                             | C, D        |
| 达美航空快捷            | 亚特兰大, 辛辛那提/北肯塔基, 底特律, 孟菲斯, 明尼阿波利斯, 纽约-肯尼迪, 纽约-拉瓜迪亚 季节性: 奥兰多                                                        | D           |
| 边疆航空                | 克利夫兰 | C           |
| 捷蓝航空                | 波士顿, 劳德代尔堡 (2014年10月29日首航) | D           |
| 动态航空                | 纽波特纽斯 | C           |
| 西南航空                | 亚特兰大, 巴尔的摩, 芝加哥-中途, 丹佛, 劳德代尔堡 (2014年11月2日复航), 南麦尔兹堡, 休斯顿-霍比, 拉斯维加斯, 纳什维尔, 奥兰多, 凤凰城, 坦帕 季节性: 棕榈海岸 | A           |
| Sun Air International   | 阿尔图纳, 詹姆斯城 | C           |
| 联合航空                | 芝加哥-奥黑尔, 丹佛, 休斯顿-洲际, 旧金山 | A           |
| 联合航空快捷            | 芝加哥-奥黑尔, 丹佛, 休斯顿-洲际, 纽约-纽瓦克, 华盛顿-杜勒斯                                                                                                | A           |
| 全美航空                | 夏律第, 洛杉矶 (2014年11月6日首航), 纽卡斯尔, 凤凰城 | B           |
| 全美航空快捷            | 波士顿, 夏律第, 哈特福德, 纽约-拉瓜迪亚, 纽卡斯尔, 罗利/达拉姆, 圣路易斯, 华盛顿-里根                                                                       | B           |
| 阳翼航空                | 季节性包机: 坎昆 (2015年2月15日首航),自由港,彭塔卡纳 (2015年3月14日首航)                                                                                    | C           |

## 货运

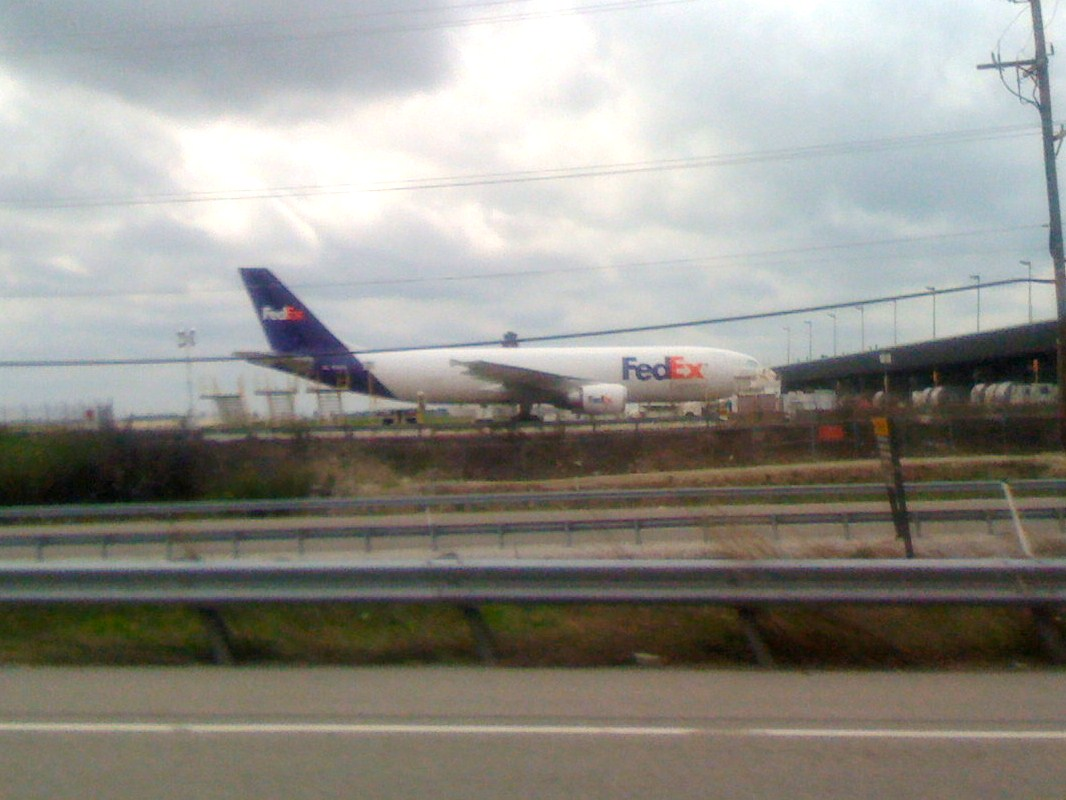
联邦快递航空的空中客车A300货机停靠在1号货运航站楼

匹兹堡是美国重要的货运枢纽。匹兹堡有一个面积为5,000英畝（20平方）的自由贸易区，与三条一级货运铁路、一条洲际高速公路相连，几公里之外便有全美第二大港口。匹兹堡国际机场的三大货运航空公司每年货运量达4500万吨。三座货运航站楼共有183,000平方英尺（17,001平方）的仓库，以及450,000平方英尺（41,806平方）的停机坪。。匹兹堡国际机场是Wings物流货运航空的枢纽。
| 航空公司                           | 目的地                                        |
| ---------------------------------- | --------------------------------------------- |
| 联邦快递航空                       | 印第安纳波利斯, 孟菲斯, 纽约-纽瓦克, 纳什维尔 |
| 联邦快递航空 由Wiggins Airways运营 | 州学院（宾夕法尼亚州）                        |
| 联合包裹航空                       | 路易斯维尔, 纽卡斯尔                          |